# The Original Bad Company Anthology
The Original Bad Co. Anthology es un álbum recopilatorio de la banda de rock británica Bad Company publicado en 1999 por Elektra Records.

## Lista de canciones

### Disco Uno
1. "Can't Get Enough" (Mick Ralphs)
2. "Rock Steady" (Paul Rodgers)
3. "Ready For Love" (Mick Ralphs)
4. "Bad Company" (Paul Rodgers, Simon Kirke)
5. "Movin' On" (Mick Ralphs)
6. "Seagull" (Paul Rodgers, Mick Ralphs)
7. "Superstar Woman" (Paul Rodgers)
8. "Little Miss Fortune" (Paul Rodgers)
9. "Good Lovin' Gone Bad" (Mick Ralphs)
10. "Feel Like Makin' Love" (Paul Rodgers, Mick Ralphs)
11. "Shooting Star" (Paul Rodgers)
12. "Deal With The Preacher" (Paul Rodgers, Mick Ralphs)
13. "Wild Fire Woman" (Paul Rodgers, Mick Ralphs)
14. "Easy On My Soul" (Paul Rodgers)
15. "Whisky Bottle" (Paul Rodgers, Mick Ralphs)

### Disco Dos
1. "Honey Child" (Paul Rodgers, Mick Ralphs, Simon Kirke, Boz Burrell)
2. "Run With the Pack" (Paul Rodgers)
3. "Silver, Blue and Gold" (Paul Rodgers)
4. "Do Right By Your Woman" (Paul Rodgers)
5. "Burnin' Sky" (Paul Rodgers)
6. "Heartbeat" (Paul Rodgers)
7. "Too Bad" (Mick Ralphs)
8. "Smokin' 45" (Peter Sinfield, Boz Burrell, Tim Hinckley)
9. "Rock 'N' Roll Fantasy" (Paul Rodgers)
10. "Evil Wind" (Paul Rodgers)
11. "Oh, Atlanta" (Mick Ralphs)
12. "Rhythm Machine" (Boz Burrell)
13. "Untie the Knot" (Paul Rodgers)
14. "Downhill Ryder" (Paul Rodgers)
15. "Tracking Down a Runaway" (Paul Rodgers)
16. "Ain't It Good" (Mick Ralphs)
17. "Hammer of Love" (Paul Rodgers, Cynthia Kereluk)
18. "Hey, Hey" (Mick Ralphs)